# 日罗勒
日罗勒（法語：Girolles，法語發音：[ʒiʁɔl]）是法国卢瓦雷省的一个市镇，属于蒙塔日区。

## 地理
日罗勒（48°3'42"N, 2°42'55"E）面积13.9 平方千米，位于法国中央-卢瓦尔河谷大区卢瓦雷省，该省份为法国中北部省份，北起埃松省，西北接厄尔-卢瓦省，西南接卢瓦-谢尔省，南至涅夫勒省和谢尔省，东临约讷省，东北接塞纳-马恩省。
与日罗勒接壤的市镇（或旧市镇、城区）包括：普雷方丹、瑟普瓦、科尔基勒鲁瓦、卢万河畔丰特奈、纳尔日、加蒂奈地区特雷耶。

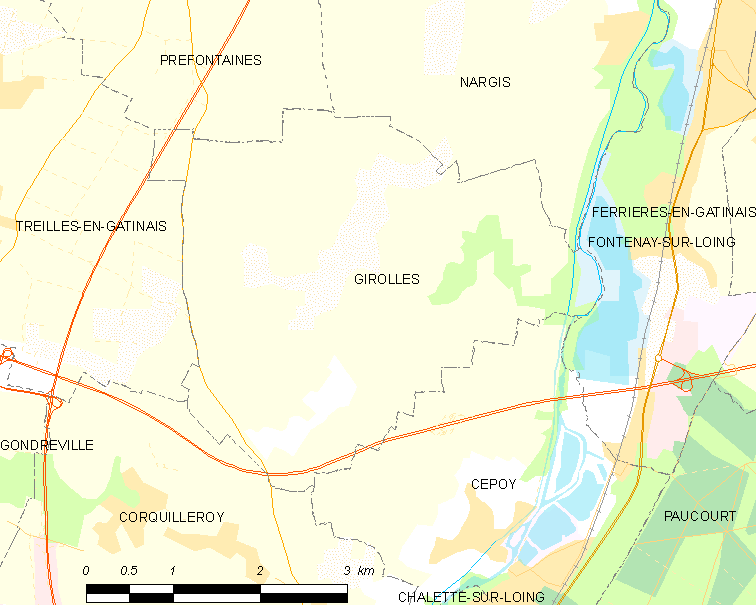
日罗勒的OSM定位图

日罗勒的时区为UTC+01:00、UTC+02:00（夏令时）。

## 行政
日罗勒的邮政编码为45120，INSEE市镇编码为45156。

## 政治
日罗勒所属的省级选区为库特奈县。

## 人口

1962-2008年间日罗勒人口变化图示

日罗勒于2022年1月1日时的人口数量为599人。